# Procambarus vasquezae
Procambarus vasquezae är en kräftdjursart som beskrevs av Villalobos 1954. Procambarus vasquezae ingår i släktet Procambarus och familjen Cambaridae. Inga underarter finns listade i Catalogue of Life.